# Confederación de Trabajadores de Venezuela
La Confederación de Trabajadores de Venezuela (CTV) es una de las centrales sindicales de trabajadores en Venezuela fundada en 1947.

## Historia

### Fundación
Cuando ocurrió el Golpe de Estado en Venezuela de 1945, Acción Democrática se había convertido en una fuerza que disputaba con los comunistas la preeminencia en el campo sindical, situación que se veía facilitada por la propia división en el seno del Partido Comunista de Venezuela. Es Acción Democrática el partido que impulsa la convocatoria del II Congreso Sindical Nacional, instalándose el 14 de noviembre de 1947 en el teatro Nacional de Caracas; estaban representadas en este congreso 15 federaciones regionales y 7 profesionales. El Congreso decide reconstituir la CVT, bajo el nuevo nombre Confederación de Trabajadores de Venezuela (CTV) y cuyo Comité Ejecutivo lo conformaron en su totalidad militantes de Acción Democrática: Bernando Pérez Salinas, Augusto Malavé Villalba, Juan Herrera, Francisco Olivo, Luis Hurtado Higueras y Ramón Quijada.

### Durante la dictadura militar
El gobierno militar que había derrocado al presidente Rómulo Gallegos en el golpe de Estado de 1948 prohibió las asambleas sindicales ese mismo año. El movimiento sindical, en respuesta, convocó en febrero de 1949 a una huelga general de carácter indefinido. La Junta militar disolvió entonces la CTV, así como 24 federaciones regionales de acuerdo con el decreto núm. 56 de fecha 25 de febrero de 1949. El último gran enfrentamiento entre las organizaciones sindicales y el gobierno militar fue la huelga petrolera de 1950, la cual fue duramente reprimida por el gobierno; un decreto del Consejo de Ministros de fecha 8 de mayo declaró disueltos 35 sindicatos, 9 uniones, una asociación y la central sindical. 

### Durante el periodo democrático

#### Bipartidismo
El movimiento sindical se reconstituye en Venezuela a partir del 23 de enero de 1958. El III Congreso de la CTV se instaló el 13 de noviembre de 1959 y sesionó en Los Caracas, con la asistencia de 900 delegados en representación de 59.761 obreros cotizantes según cifras oficiales, organizados en 9 federaciones nacionales y 22 regionales, que agrupaban 685 sindicatos urbanos y 1.250 organizaciones campesinas. La correlación de fuerzas a lo interno del congreso arrojaba un neto balance a favor de Acción Democrática con 470 delegados (52,2%), frente a 210 (23,3%) del PCV, 130 (14,5%) del Partido Socialcristiano Copei y 90 (10%) de Unión Republicana Democrática (URD).
El congreso resolvió organizar nuevamente la CTV y aprobó una extensa declaración de principios que sirvió de base política para su actuación futura. Las contradicciones entre el PCV, el Movimiento de Izquierda Revolucionaria (MIR), por una parte, y los partidos Acción Democrática y COPEI, por la otra, se habían intensificado con motivo de la línea de lucha armada asumida por los primeros, por lo que los miembros socialcristianos y adecos, del Comité Ejecutivo decidieron, el 18 de diciembre de 1960, pasar a tribunal disciplinario a todos los directivos de la izquierda y convocar para enero de 1961 un congreso extraordinario de la CTV. 
El evento contó con la asistencia de 195 delegados de Acción Democrática y 85 de Copei y se acordó una doble afiliación internacional, correspondiente por una parte, a la Oficina Regional Interamericana del Trabajo (ORIT) de la Confederación Internacional de Organizaciones Sindicales Libres (CIOSL) y a la Confederación Latinoamericana de Sindicatos Libres (CLASL) del CIOSL por la otra, aunque en realidad sólo se hizo efectiva la afiliación a la primera de estas organizaciones regionales, además de la afiliación a la CIOSL. Las discusiones giraron en torno al afianzamiento de la democracia en Venezuela y a la estrategia para enfrentar a la izquierda. 
El Comité Ejecutivo allí designado se integró exclusivamente por afiliados a los partidos AD y COPEI, con lo cual se consagró nuevamente la división del movimiento sindical venezolano. La creación del Banco de los Trabajadores (BTV) en 1968, marcó un hito en la evolución de la CTV y consagró el control hegemónico asumido por Acción Democrática en esa central sindical. En el VIII Congreso de Trabajadores (1980), la máxima central obrera del país, dando un giro a sus tradicionales posturas, se pronuncia por un nuevo modelo para la economía del país y en el otro documento central, el de cogestión, se plantea tal tesis como su objetivo a corto plazo. 
Posteriormente al escándalo suscitado por la intervención del Banco de los Trabajadores (1982) y enmarcado en declaraciones del presidente provisional de la CTV y de su Comité Ejecutivo, en las que por primera vez, la máxima central expresa públicamente críticas y diferencias con el gobierno presidido nuevamente desde 1984 por Acción Democrática, se instala en Caracas, el 20 de mayo de 1985, el IX Congreso de la CTV.
Asistieron 1.549 delegados de los cuales, 920 (60%) eran de AD, 315 de COPEI, 148 del Movimiento Electoral del Pueblo (MEP), 60 de Unión Republicana Democrática (URD), 16 del Movimiento Al Socialismo (MAS), 8 del MIR, 7 del PCV y 35 independientes y de otras pequeñas organizaciones, que representaban a 23 federaciones regionales y 27 nacionales. Al igual que en el congreso anterior, el tema de la cogestión dominó el debate sobre la reorganización de la economía donde jugaron un papel fundamental los diagnósticos y medidas sobre el empleo y salarios de los trabajadores. En el aspecto organizativo interno, la política de sindicatos nacionales por rama e industria no logró el consenso necesario en ese momento.

#### Durante la Revolución Bolivariana

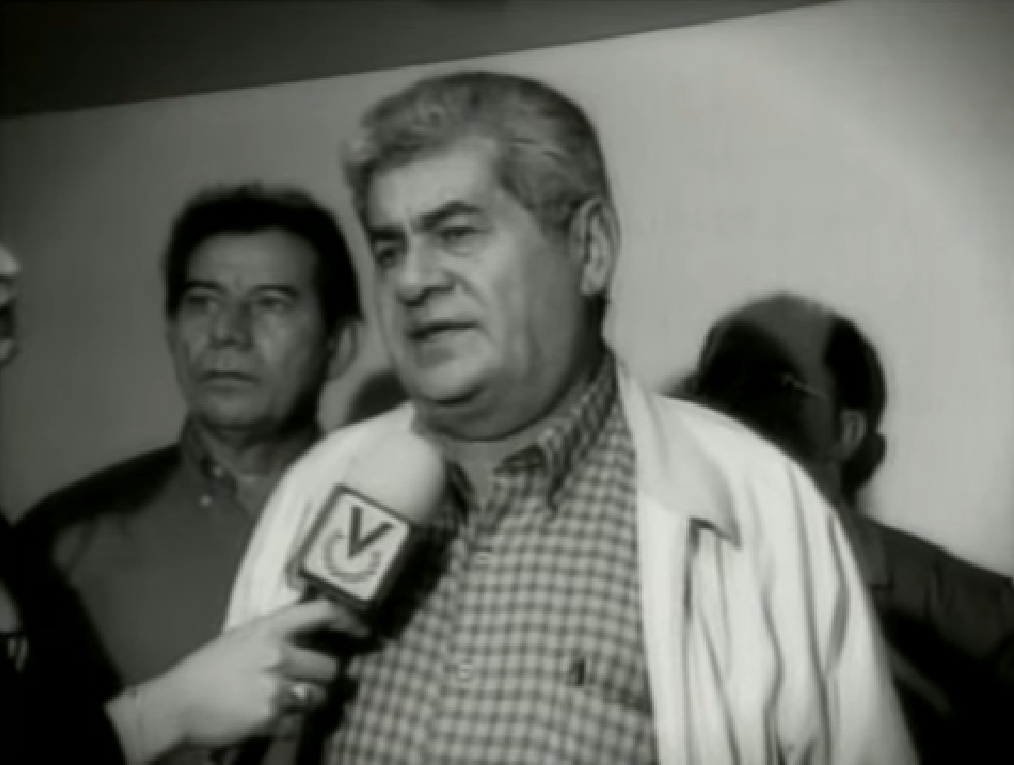
Carlos Ortega Carvajal.

La Confederación de trabajadores fue considerada como una de las organizaciones que más se opuso al primer gobierno de Hugo Chávez. En el 2001, dos años después de la primera elección de Chávez, su gobierno instó a la CTV a inspeccionar por primera vez en su historia las elecciones para elegir a un nuevo líder laboral. Aunque el Tribunal Supremo de Justicia se negó a comprobar dichos resultados, Carlos Ortega Carvajal, el ganador, asumió la presidencia del sindicato. La Organización Internacional del Trabajo y la Confederación Internacional de Organizaciones Sindicales Libres condenaron a Chávez por inmiscuirse en los asuntos internos de la CTV.
Desde esa fecha, la CTV ha participado —como principal organizador junto a Fedecámaras— en cuatro paros nacionales intentando sacar a Chávez del gobierno, incluido el golpe de Estado de abril de 2002 y el Paro Petrolero de diciembre de 2002 y enero de 2003. Durante el año 2002 y 2003 la CTV recibió una serie de donaciones por parte de la Fundación Nacional para la Democracia, una organización del gobierno de los Estados Unidos.
En el 2003, fue fundada la Unión Nacional de Trabajadores de Venezuela (UNT) un nuevo sindicato de trabajadores en apoyo al presidente Hugo Chávez, y con el financiamiento del partido de gobierno Movimiento V República, para contrarrestar el “monopolio” de la CTV en Venezuela. Años después algunos de sus miembros se fracturaron y crearon otras divisiones para trabajar distintos temas de forma crítica al patrón-estado.